# Bùi Bích Phương
Bùi Bích Phương (sinh 1971) là Hoa hậu Việt Nam năm 1988  do báo Tiền Phong tổ chức trong cuộc thi sắc đẹp tại nhà văn hoá Thanh Niên Hà Nội, cô là Hoa hậu Việt Nam đầu tiên từ khi Việt Nam thống nhất.

## Tiểu sử
Cô sinh tại Hà Nội trong một gia đình nghèo, bố đi bộ đội, mẹ ở một mình nhà nuôi các anh em trưởng thành. Khi đi du học tại Hàn Quốc cô phải làm thêm rất nhiều để trang trải sinh hoạt phí mỗi ngày học 4 tiếng và làm thêm 6-7 tiếng.
Khi đăng quang cô là sinh viên năm thứ nhất khoa tiếng Anh của Đại học Tổng hợp Hà Nội và vẫn phải đi dịch thuê với thù lao 500 đồng/trang, rồi đi dạy thêm để kiếm tiền học phí. Sau vài năm cô nhận được học bổng du học tại Hàn Quốc và có bằng thạc sĩ tại Đại học Quốc gia Seoul. Bùi Bích Phương hiện trực tiếp điều phối hoạt động của Quỹ Giáo dục ĐH và Sau ĐH Hàn Quốc tại khu vực Đông Nam Á. Trong một lần làm phiên dịch cho đoàn cán bộ Việt Nam qua Hàn Quốc đàm phán với Quỹ Giáo dục Cao học Hàn Quốc, Bích Phương đã thuyết phục được phía bạn mở rộng dự án vào khu vực Đông Nam Á và chị trở thành người đại diện.
Sau khi tốt nghiệp đại học, về nước làm cán bộ đối ngoại ở Viện Nghiên cứu Nhà nước và Pháp luật, Bùi Bích Phương còn học thêm chuyên ngành Kinh tế quốc dân, rồi Kinh tế quốc tế. Hiện nay cô đang làm việc cho quỹ giáo dục cao học Hàn Quốc.
Năm 2000, cô kết hôn với Tiến sĩ Vũ Thiệu Giang từng du học ở Nga sau một năm tìm hiểu.
Bùi Bích Phương hầu như không tham gia các hoạt động nghệ thuật. Chỉ thi thoảng nhận lời làm khách mời cho một số cuộc thi sắc đẹp ở Hà Nội. Thời gian còn lại, cô toàn tâm toàn ý vào việc chăm sóc tổ ấm nhỏ của mình. Đến năm 2018, cô có hai con (1 trai và 1 gái)